# Pararge castaneopicta
Pararge castaneopicta är en fjärilsart som beskrevs av Ruggero Verity 1923. Pararge castaneopicta ingår i släktet Pararge och familjen praktfjärilar. Inga underarter finns listade i Catalogue of Life.